# Castelnau-d'Aude
Castelnau-d'Aude è un comune francese di 457 abitanti situato nel dipartimento dell'Aude, nella regione dell'Occitania.

## Società

### Evoluzione demografica
Abitanti censiti